# Antônio Pitanga
Antônio Luiz Sampaio OMC (Salvador, 13 de junho de 1939), mais conhecido como Antônio Pitanga, é um ator brasileiro. Casado com a 59.ª governadora do Rio de Janeiro, Benedita da Silva, foi primeiro-cavalheiro do estado entre 2002 e 2003.

## Biografia
Foi casado com a atriz Vera Manhães, com quem teve dois filhos que também são atores, Camila Pitanga e Rocco Pitanga. Atualmente está casado com Benedita da Silva, ex-governadora do Rio de Janeiro.
O sobrenome Pitanga veio do seu papel no filme Bahia de Todos os Santos. Para fazer valer os votos em seu nome quando disputou cadeira na câmara dos vereadores do Rio de Janeiro, tornou-o oficial.
No cinema fez O Homem que Desafiou o Diabo (2007), Zuzu Angel (2006), Vila Lobos, Uma Vida de Paixão (2000) e mais 54 filmes. Na televisão participou de novelas como O Clone (2001), Celebridade (2003), A Próxima Vítima (1995) e mais 32 trabalhos, entre novelas e séries. No teatro participou da primeira montagem da peça Após a Chuva (2007/2008).
Pitanga dirigiu o longa-metragem Na Boca do Mundo (1979), considerado por Orlando Senna  um marco no Cinema Negro brasileiro, ressaltando a importância de pessoas negras dirigirem seus filmes, para que haja diversidade nas narrativas audiovisuais, campo majoritariamente exercido por pessoas brancas.
Pitanga foi o enredo de 2019 da Unidos do Porto da Pedra, que disputava a Série A (Liga das Escolas de Samba do Rio de Janeiro), segunda divisão do Carnaval do Rio de Janeiro. O enredo se chamou "Antônio Pitanga, Um Negro Em Movimento". Ele acompanhou todo o projeto, desde o convite, a disputa de sambas e esteve no desfile.
Sua filha, Camila Pitanga, codirigiu com Beto Brant o documentário Pitanga, que foi premiado como melhor filme brasileiro na Mostra Internacional de Cinema de São Paulo.

## Filmografia

### Cinema
| Ano  | Título                                                 | Personagem            |
| ---- | ------------------------------------------------------ | --------------------- |
| 1960 | Bahia de Todos os Santos                               | Pitanga               |
| 1960 | Weit ist der Weg                                       | —                     |
| 1961 | A Grande Feira                                         | Chico Diabo           |
| 1962 | O Pagador de Promessas                                 | Coca                  |
| 1962 | Tocaia no Asfalto                                      | Matador de Caxias     |
| 1962 | Barravento                                             | Firmino               |
| 1963 | Ganga Zumba                                            | Ganga Zumba           |
| 1963 | Senhor dos Navegantes                                  | —                     |
| 1963 | Sol sobre a Lama                                       | Bom Rojão             |
| 1964 | Os Fuzis                                               | voz                   |
| 1964 | Lampião, o Rei do Cangaço                              | —                     |
| 1964 | Esse Mundo É Meu                                       | Operário              |
| 1965 | Mitt hem är Copacabana                                 | —                     |
| 1965 | Samba                                                  | Amigo de Paulo        |
| 1965 | Menino de Engenho                                      | Zé Guedes             |
| 1966 | A Grande Cidade                                        | Calunga               |
| 1967 | Mar Corrente                                           | Luiz                  |
| 1967 | Cangaceiros de Lampião                                 | Cravo Roxo            |
| 1969 | A Mulher de Todos                                      | Vampiro               |
| 1969 | Tropici                                                | Homem negro           |
| 1969 | Golias Contra o Homem das Bolinhas                     | Porteiro              |
| 1969 | Corisco, o Diabo Loiro                                 | Zé Baiano             |
| 1969 | Em Compasso de Espera                                  | Astis                 |
| 1970 | Jardim de Guerra                                       | —                     |
| 1970 | República da Traição                                   | —                     |
| 1970 | Juliana do Amor Perdido                                | Jiboia                |
| 1972 | Vozes do Medo                                          | —                     |
| 1972 | Quando o Carnaval Chegar                               | Cuíca                 |
| 1973 | Uma Negra Chamada Tereza                               | Silvanius             |
| 1973 | Joanna Francesa                                        | Amigo no bordel       |
| 1973 | Mestiça, a Escrava Indomável                           | Amâncio               |
| 1975 | Um Homem Célebre                                       | —                     |
| 1975 | Os Pastores da Noite                                   | Martin                |
| 1976 | Crueldade Mortal                                       | Deca                  |
| 1977 | Cordão de Ouro                                         | Cosme                 |
| 1977 | Ladrões de Cinema                                      | Fuleiro               |
| 1978 | Na Boca do Mundo                                       | Antônio               |
| 1979 | A Deusa Negra                                          | —                     |
| 1980 | A Idade da Terra                                       | Cristo Negro          |
| 1982 | Rio Babilônia                                          | Bira                  |
| 1982 | O Homem do Pau-brasil                                  | Líder proletário      |
| 1984 | Quilombo                                               | Acaiuba               |
| 1985 | O Rei do Rio                                           | Geraldão              |
| 1985 | Chico Rei                                              | Bené                  |
| 1986 | La mansión de Araucaima                                | Cristobal             |
| 1988 | Eternamente Pagu                                       | Herculano             |
| 1988 | Dedé Mamata                                            | Policial              |
| 1990 | O Quinto Macaco                                        | Bêbado na festa       |
| 1990 | Barrela - Escola de Crimes                             | —                     |
| 1999 | Mauá - O Imperador e o Rei                             | Valentim              |
| 2000 | Villa-Lobos, uma Vida de Paixão                        | Joaquim               |
| 2000 | A Terceira Morte de Joaquim Bolívar                    | Timóteo               |
| 2003 | Garotas do ABC                                         | Aurélio de Souza      |
| 2003 | Apolônio Brasil, o Campeão da Alegria                  | Coice                 |
| 2006 | Mulheres do Brasil                                     | —                     |
| 2006 | Zuzu Angel                                             | Policial              |
| 2007 | O Homem que Desafiou o Diabo                           | Preto velho           |
| 2010 | Bom Dia, Eternidade                                    | Calunga               |
| 2011 | Eu Receberia as Piores Notícias dos seus Lindos Lábios | Pastor Isaías         |
| 2012 | O Grande Kilapy                                        | pai de Joãozinho      |
| 2013 | Vendo ou Alugo                                         | Seu Capô              |
| 2017 | Pitanga                                                | Ele mesmo             |
| 2018 | Riscados Pela Memória                                  | Dono da loja de Vinis |
| 2018 | Bandeira de Retalhos                                   | [ 16 ]                |
| 2018 | Possessões                                             | Pai Joaquim           |
| 2018 | Correndo Atrás                                         | Otelo                 |
| 2020 | Casa de Antiguidades                                   | Cristovam             |
| 2021 | Um Dia com Jerusa                                      | Sebastião             |
| 2022 | Aos Nossos Filhos                                      | Rodrigo               |
| 2023 | Tia Virgínia                                           | Tavares               |
| 2023 | Lenita                                                 | Ele mesmo             |
| 2024 | A Vilã das Nove                                        | Modesto               |
| 2024 | Oeste Outra Vez                                        | Ermitão               |
| 2025 | Coisa de Novela                                        | Vicente               |
| 2025 | Malês                                                  | Pacífico Licutan      |

### Televisão
| Ano  | Título                             | Papel                | Nota                            | Emissora              |
| ---- | ---------------------------------- | -------------------- | ------------------------------- | --------------------- |
| 1968 | Ana                                | Antônio              |                                 | Record                |
| 1969 | Vidas em Conflito                  | Robson               |                                 | TV Excelsior          |
| 1969 | Sangue do Meu Sangue               | José do Patrocínio   |                                 | TV Excelsior          |
| 1971 | O Homem que Deve Morrer            | Pé na Cova           |                                 | TV Globo              |
| 1972 | Jerônimo, o Herói do Sertão        | Zabumba              |                                 | Rede Tupi             |
| 1973 | Os Ossos do Barão                  | Misael               |                                 | TV Globo              |
| 1975 | Ovelha Negra                       | Dito Preto           |                                 | Rede Tupi             |
| 1975 | A Viagem                           | Damião               |                                 | Rede Tupi             |
| 1977 | O Astro                            | Epaminondas Napoleão |                                 | TV Globo              |
| 1977 | Espelho Mágico                     | Bernardes            |                                 | TV Globo              |
| 1977 | O Espantalho                       | Sérvulo              |                                 | Record                |
| 1981 | Rosa Baiana                        | Capitão Marcos       |                                 | Rede Bandeirantes     |
| 1981 | Terras do Sem-Fim                  | Silveira             |                                 | TV Globo              |
| 1982 | Caso Verdade                       | Homero               | Episódio: "Borboleta na Cabeça" | TV Globo              |
| 1983 | Bandidos da Falange                | Delegado Benjamin    |                                 | TV Globo              |
| 1984 | Partido Alto                       | Jacaré               |                                 | TV Globo              |
| 1984 | Meu Destino É Pecar                | Dioclésio            |                                 | TV Globo              |
| 1985 | Tenda dos Milagres                 | Exu                  |                                 | TV Globo              |
| 1985 | Tudo em Cima                       | Ignorância / Teimoso |                                 | Rede Manchete         |
| 1985 | Roque Santeiro                     | Robusto              | Participação especial           | TV Globo              |
| 1986 | Dona Beija                         | Moisés               |                                 | Rede Manchete         |
| 1987 | Corpo Santo                        | Patrício             |                                 | Rede Manchete         |
| 1988 | Olho por Olho                      | Baba Ovo             |                                 | Rede Manchete         |
| 1989 | Kananga do Japão                   | Bira                 |                                 | Rede Manchete         |
| 1990 | Pantanal                           | Túlio                |                                 | Rede Manchete         |
| 1990 | A História de Ana Raio e Zé Trovão | Elomar               |                                 | Rede Manchete         |
| 1991 | O Fantasma da Ópera                | Marcelo Villar       |                                 | Rede Manchete         |
| 1993 | Guerra sem Fim                     | Delegado Azulão      |                                 | Rede Manchete         |
| 1994 | Incidente em Antares               | Thiago               |                                 | TV Globo              |
| 1995 | A Próxima Vítima                   | Kléber Noronha       |                                 | TV Globo              |
| 1996 | O Rei do Gado                      | Clementino           |                                 | TV Globo              |
| 1999 | Louca Paixão                       | Delegado Dantas      |                                 | Record                |
| 2001 | A Turma do Pererê                  | Seu Nereu            |                                 | TVE Brasil/TV Cultura |
| 2001 | O Clone                            | Tião                 |                                 | TV Globo              |
| 2003 | Celebridade                        | Comandante Roberto   | Participação Especial           | TV Globo              |
| 2003 | Agora É que São Elas               | Ezequiel             |                                 | TV Globo              |
| 2007 | Amazônia, de Galvez a Chico Mendes | Alcedino             |                                 | TV Globo              |
| 2008 | Os Mutantes: Caminhos do Coração   | Newton Carvalho      |                                 | Record                |
| 2008 | Casos e Acasos                     | Dr. Carlos           |                                 | TV Globo              |
| 2008 | Faça Sua História                  | José Bonifácio       | Episódio: "A Estrela da TV"     | TV Globo              |
| 2010 | A Turma do Pererê                  | Seu Nereu            |                                 | TVE Brasil            |
| 2010 | S.O.S. Emergência                  | Antônio              |                                 | TV Globo              |
| 2010 | Cama de Gato                       | Miguel               |                                 | TV Globo              |
| 2013 | Lado a Lado                        | Túlio                |                                 | TV Globo              |
| 2013 | Malhação                           | Jozino de Souza      |                                 | TV Globo              |
| 2014 | Acerto de Contas                   | Negativo             |                                 | Multishow             |
| 2016 | Lili, a Ex                         | Seu Ancelmo          | Temporada 2                     | GNT                   |
| 2018 | Sob Pressão                        | Seu Fernão           | Episódio: "13 de novembro"      | TV Globo              |
| 2021 | Um Lugar ao Sol                    | Gesiel               |                                 | TV Globo              |
| 2023 | Amor Perfeito                      | Frei Vitório         |                                 | TV Globo              |
| 2024 | Os Quatro da Candelária            | Célio                |                                 | Netflix               |
| 2025 | Vale Tudo                          | Salvador Accioli     | Episódio: "31 de março"         | TV Globo              |

### Teatro[27]
| Ano  | Título                                        |
| ---- | --------------------------------------------- |
| 1966 | Se Correr o Bicho Pega, Se Ficar o Bicho Come |
| 1968 | Poder Negro                                   |
| 1968 | Gonzaga                                       |
| 1970 | Hair                                          |
| 1974 | Autos Sacramentais                            |
| 1985 | Flávia, Cabeça, Tronco e Membros              |
| 1990 | Auto de Natal                                 |
| 2017 | A Última Sessão                               |
| 2020 | Embarque Imediato                             |

## Prêmios e indicações
| Ano  | Prêmio                                      | Categoria                        | Indicação             | Resultado |
| ---- | ------------------------------------------- | -------------------------------- | --------------------- | --------- |
| 2008 | Fest Cineamazônia                           | Troféu Mapinguari                | Homenagem             | Venceu    |
| 2011 | Fest Aruanda do Audiovisual Brasileiro      | Troféu Aruanda                   | Conjunto da Obra      | Venceu    |
| 2016 | Fest Cineamazônia                           | Troféu Mapinguari                | Homenagem             | Venceu    |
| 2016 | Mostra Internacional de Cinema de São Paulo | Prêmio Leon Cakoff               | Homenagem             | Venceu    |
| 2017 | Festival de Gramado                         | Troféu Cidade de Gramado         | Homenagem             | Venceu    |
| 2017 | Grande Prêmio do Cinema Brasileiro          | Homenagem                        | Homenagem             | Venceu    |
| 2018 | Prêmio Braskem de Teatro                    | Homenagem                        | Homenagem             | Venceu    |
| 2018 | Prêmio Guarani de Cinema Brasileiro         | Guarani Honorário                | Homenagem             | Venceu    |
| 2019 | Santa Maria Vídeo e Cinema                  | Melhor Ator de Curta-metragem    | Riscados pela Memória | Venceu    |
| 2020 | Mostra de Cinema de Tiradentes              | Troféu Barroco                   | Homenagem             | Venceu    |
| 2022 | Festival Cinema Negro em Ação               | Homenagem                        | Homenagem             | Venceu    |
| 2022 | Cine Ceará                                  | Homenagem                        | Homenagem             | Venceu    |
| 2022 | Festival de Gramado                         | Melhor Ator Coadjuvante          | Tinnitus              | Indicado  |
| 2023 | Grande Prêmio do Cinema Brasileiro          | Melhor Ator                      | Casa de Antiguidades  | Indicado  |
| 2023 | Prêmio Guarani de Cinema Brasileiro         | Melhor Ator                      | Casa de Antiguidades  | Pendente  |
| 2023 | Festival de Cinema de Vassouras             | Troféu Paulo José                | Homenagem             | Venceu    |
| 2024 | Prêmio Grande Otelo                         | Melhor Ator Coadjuvante de Filme | Tia Virgínia          | Pendente  |